# Cathédrale de la Trinité de Davenport
La cathédrale de la Trinité (en anglais: Trinity Cathedral) est un sanctuaire épiscopalien établi dans la ville de Davenport. Elle est l'église mère du diocèse épiscopal de l'Iowa depuis 1873. Le sanctuaire actuel, construit à partir de 1867-1873, est la deuxième cathédrale épiscopalienne la plus ancienne aux États-Unis. Elle a été initialement nommée « cathédrale de la Grâce ».
L'église dispose d'un grand orgue mécanique, l'opus 22 (1979) du facteur lavallois Hellmuth Wolff.
La cathédrale est située sur la rue principale (Main Street) qui surplombe le Mississippi.

## Illustrations

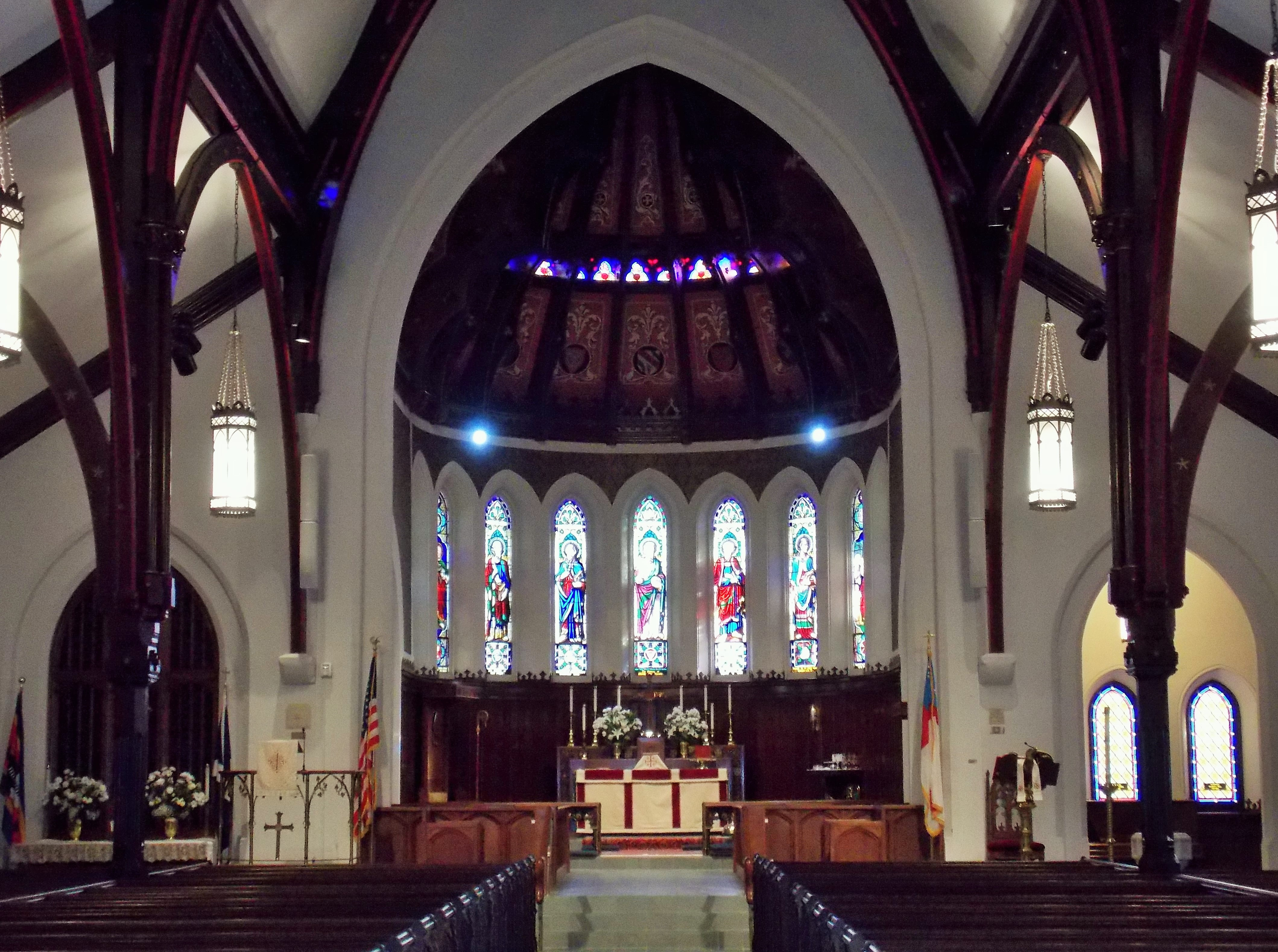
Cathédrale intérieur
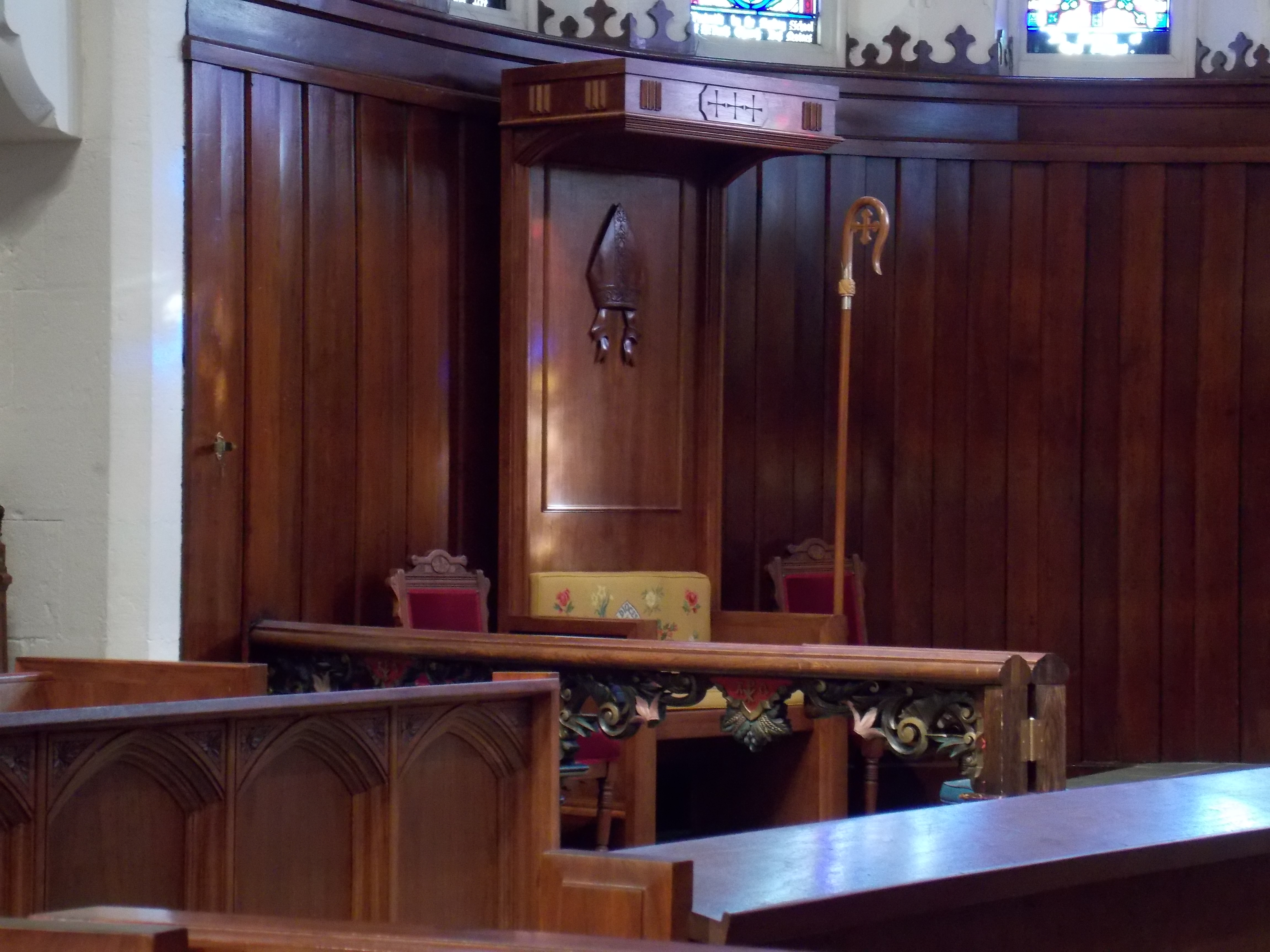
Cathèdre
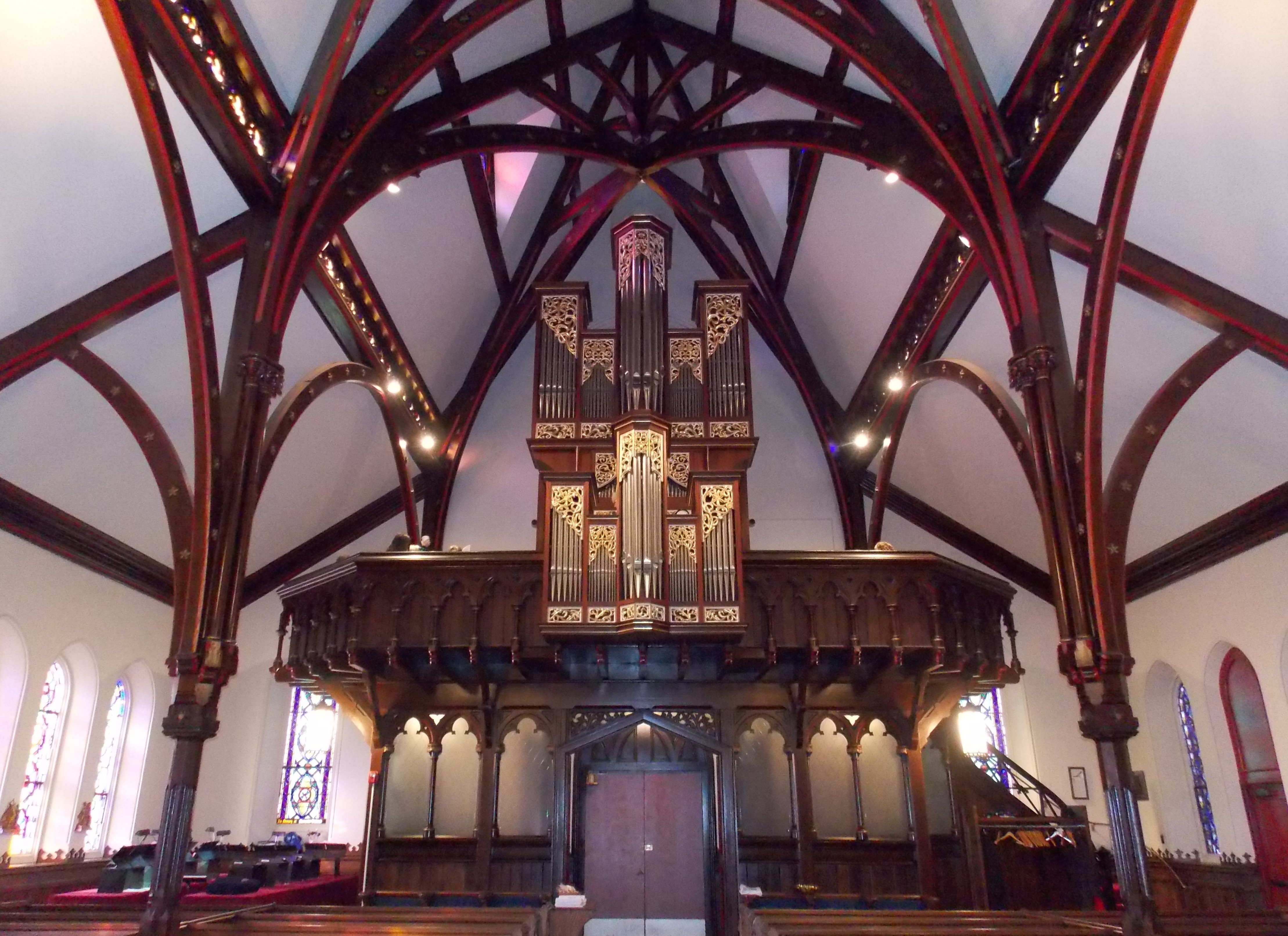
Buffet d'orgue dans la galerie
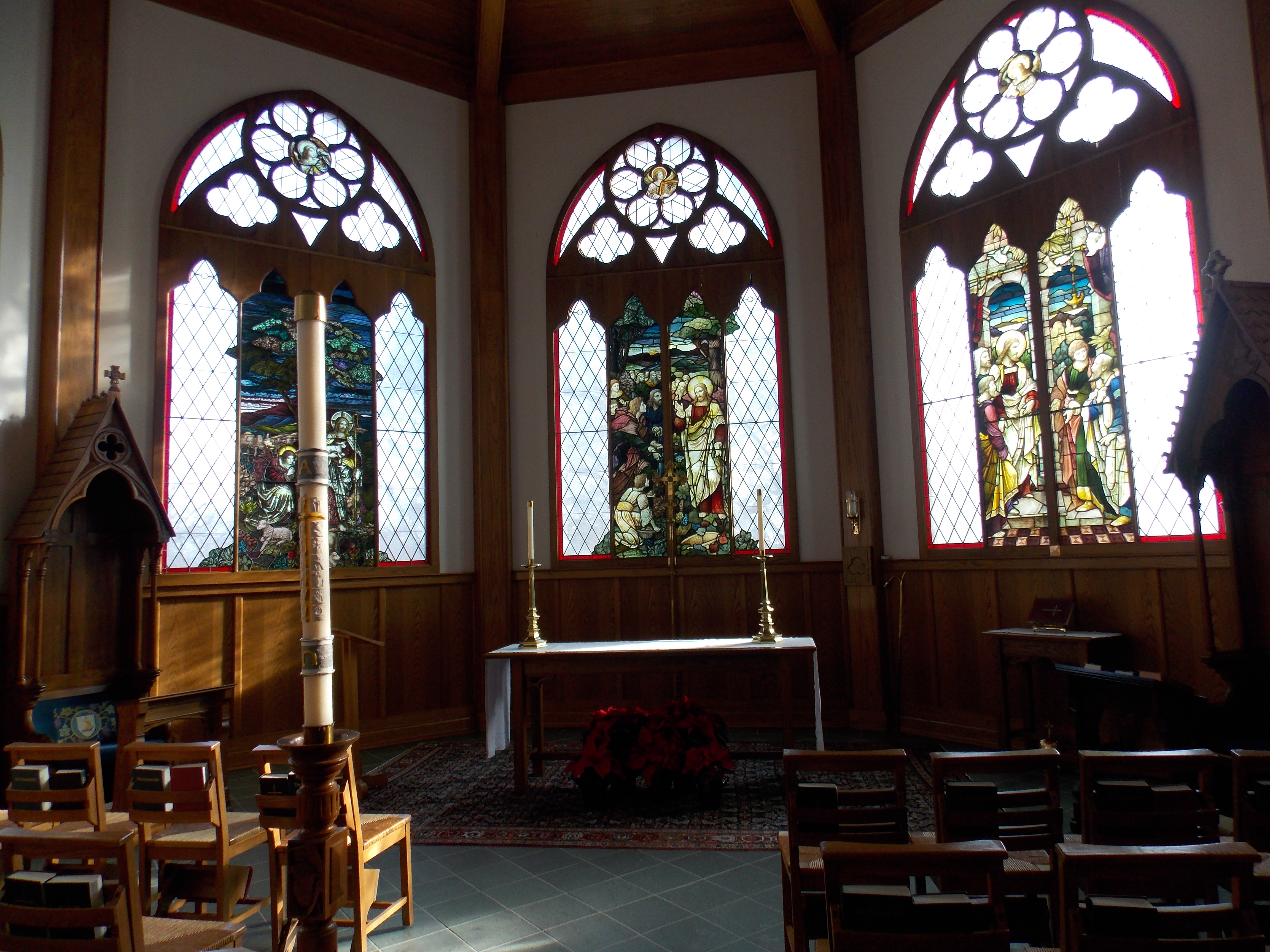
Chapelle
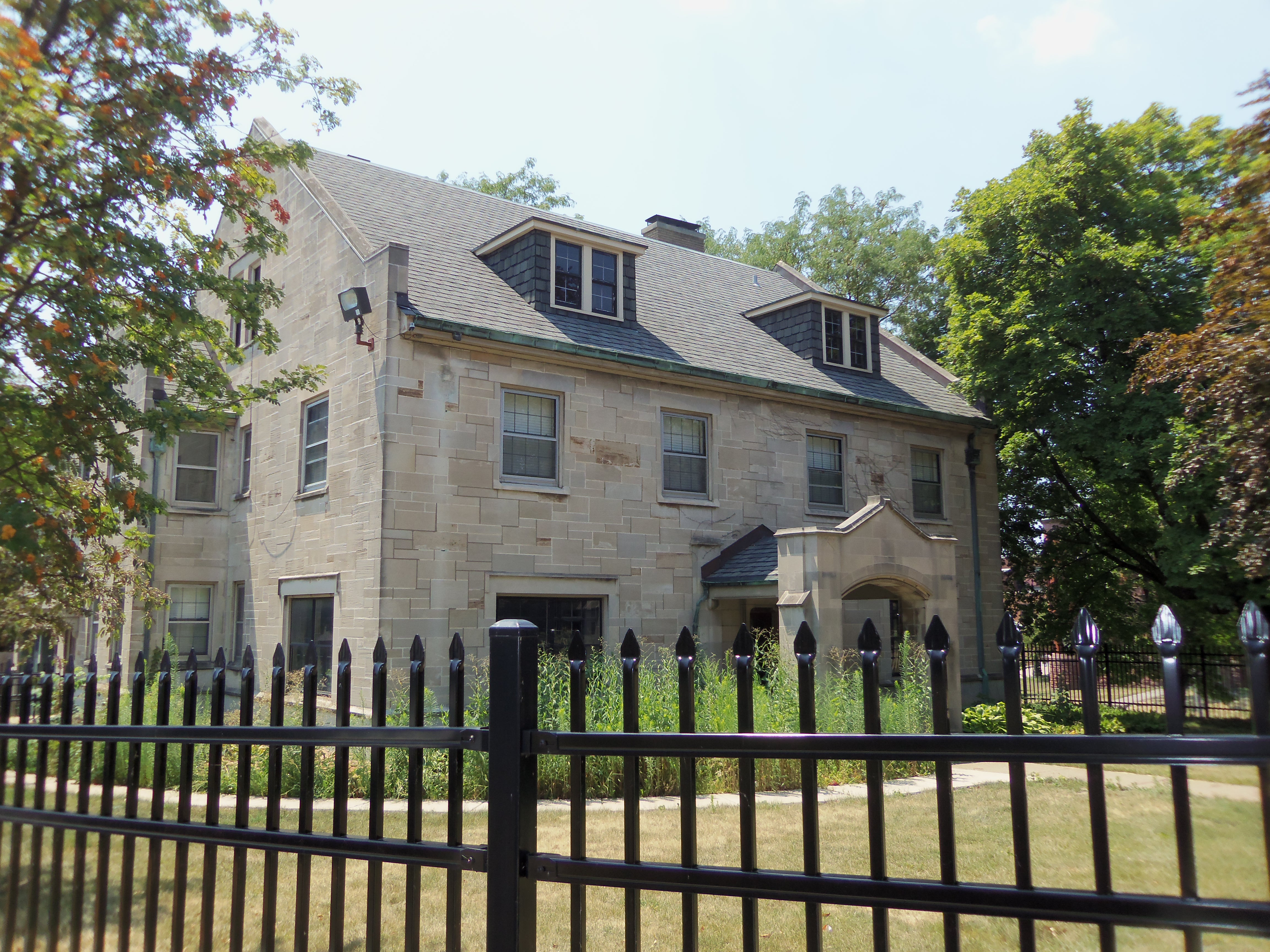
Presbytère